# Нижчі Вовківці
Нижчі Во́вківці — село в Україні, у Розсошанській сільській громаді Хмельницького району Хмельницької області. Населення становить 391 особу.
Через село проходить залізниця, платформа Вовківці.
Перша згадка про село датується 1544 роком. Згадується серед сіл, якими володіли Подільські шляхтичі Ярмолинські (Сутковські) 
2 червня 2018 року в селі освячено храм УПЦ КП Різдва Пресвятої Богородиці.

## Галерея

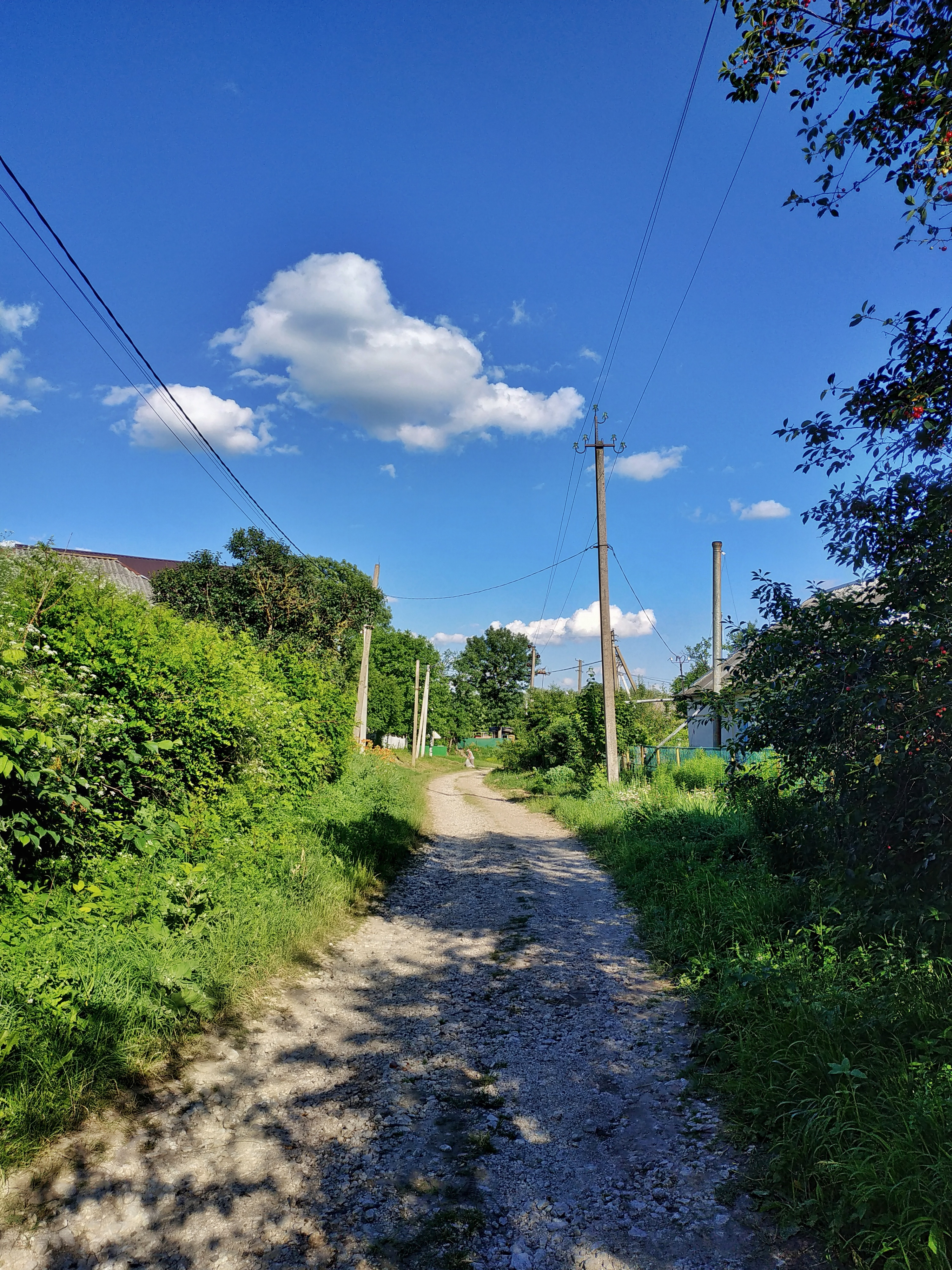
Вулиця Свободи
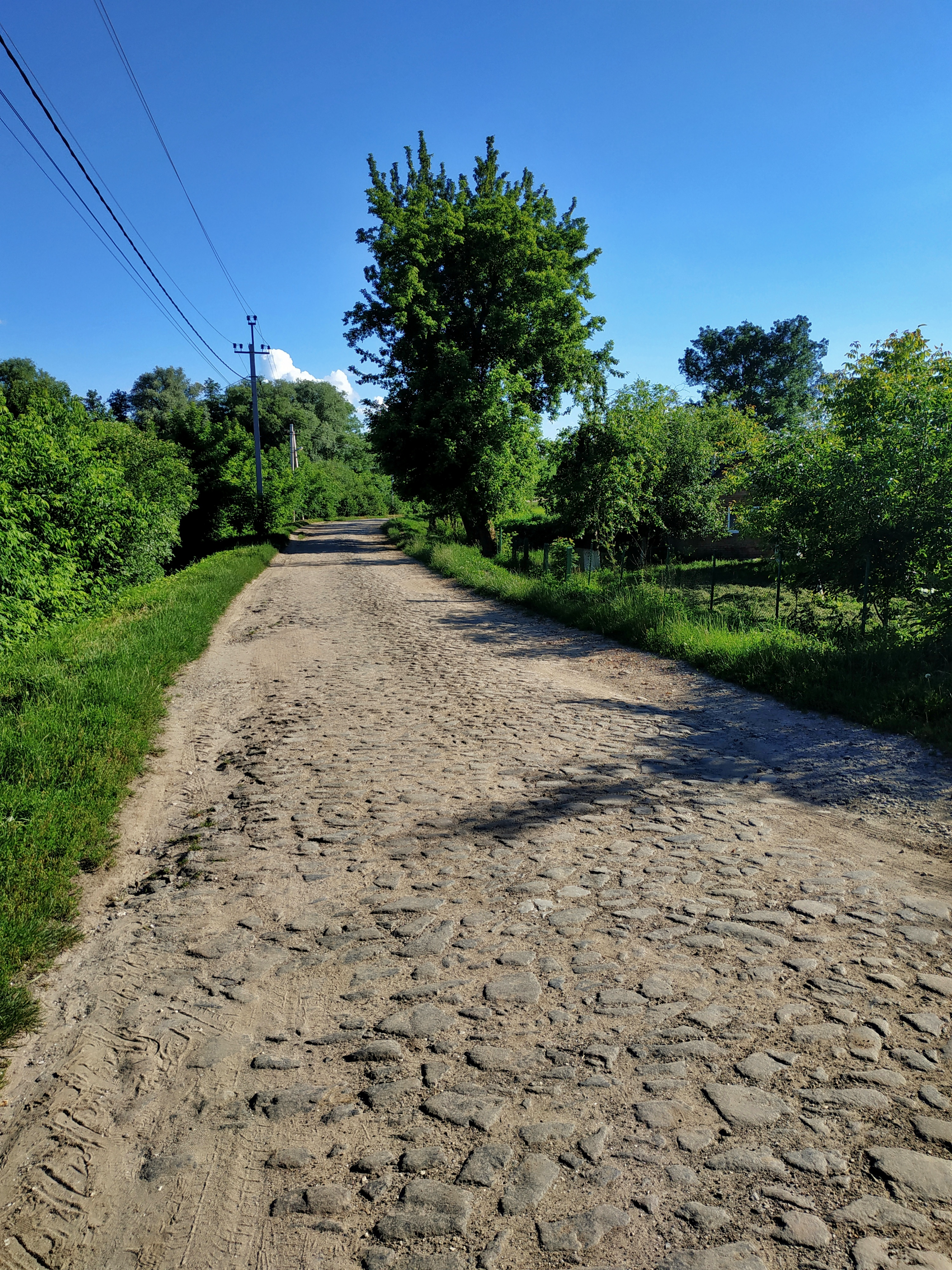
Брукована дорога на Розсошу
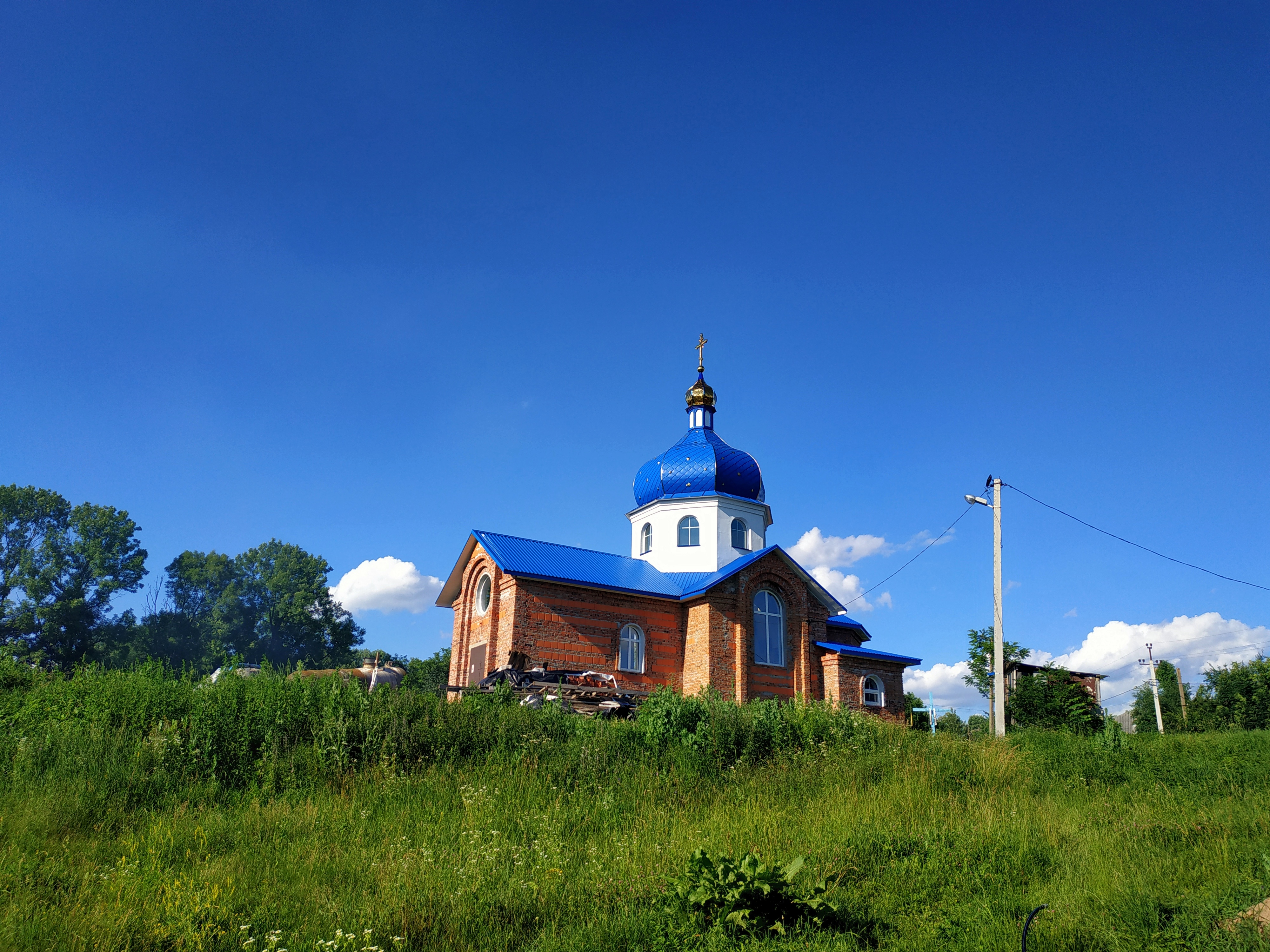
Церква в Нижчих Вовківцях
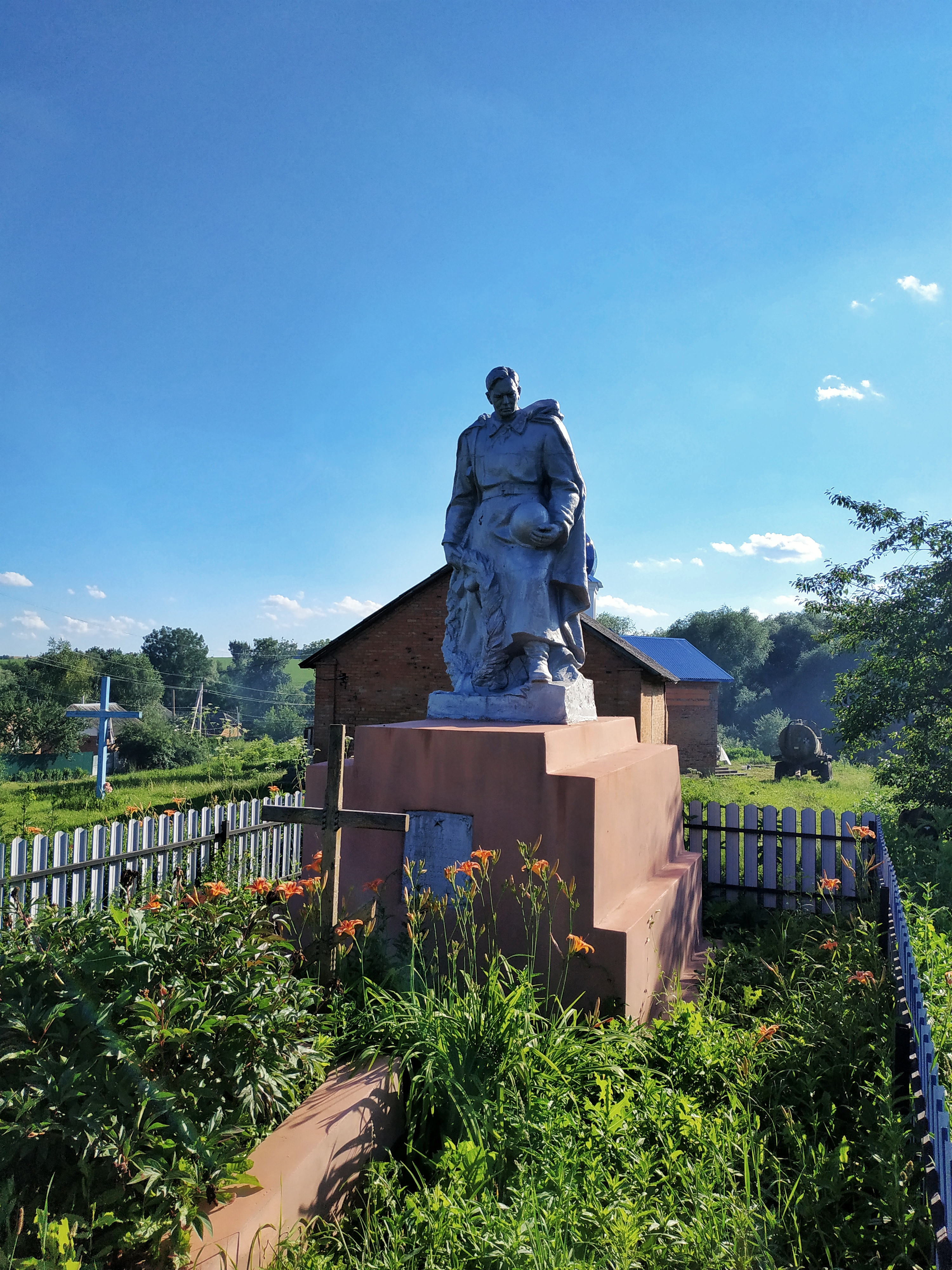
Братська могила радянських воїнів
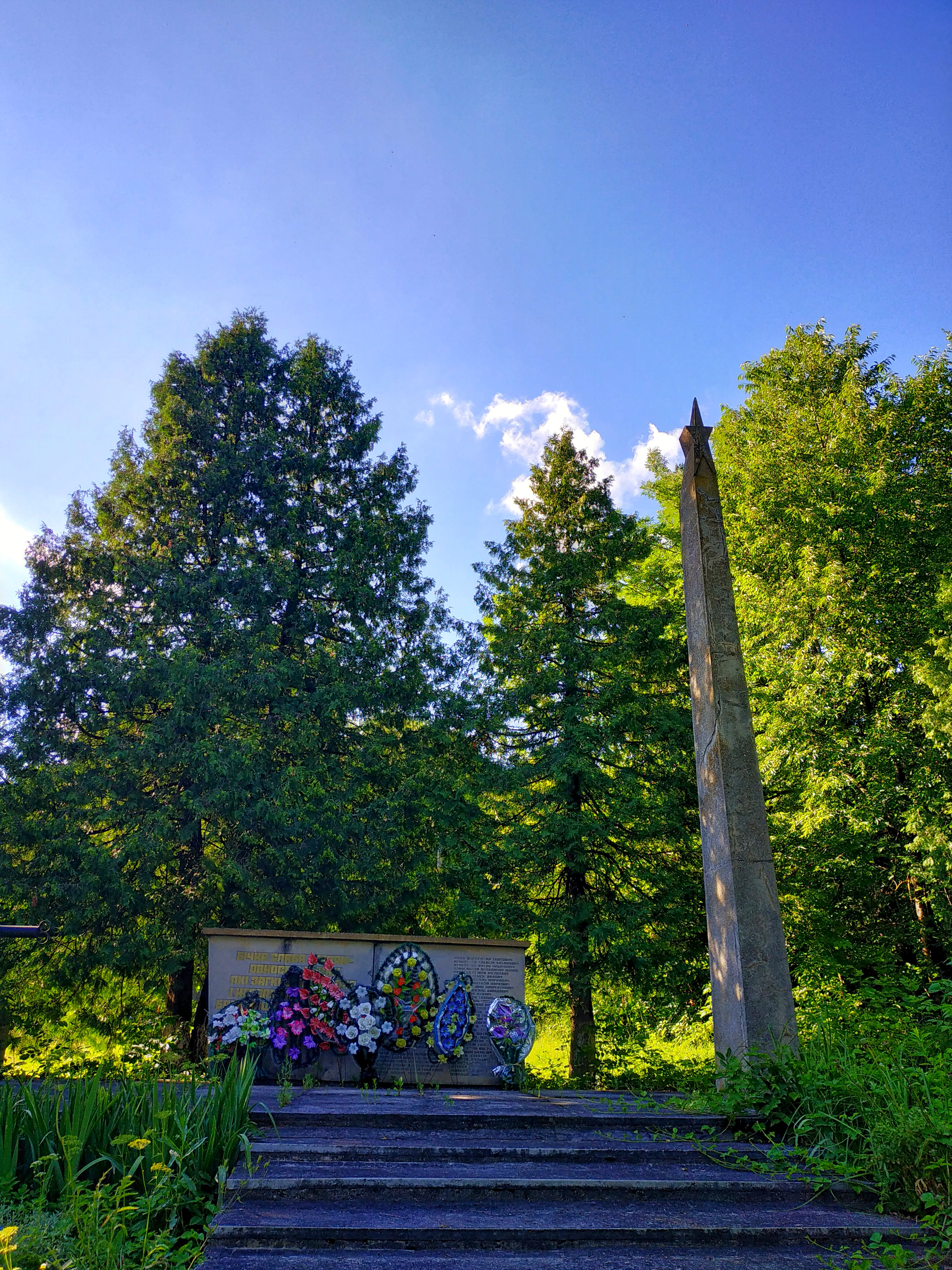
Обеліск воїнам-односельчанам.
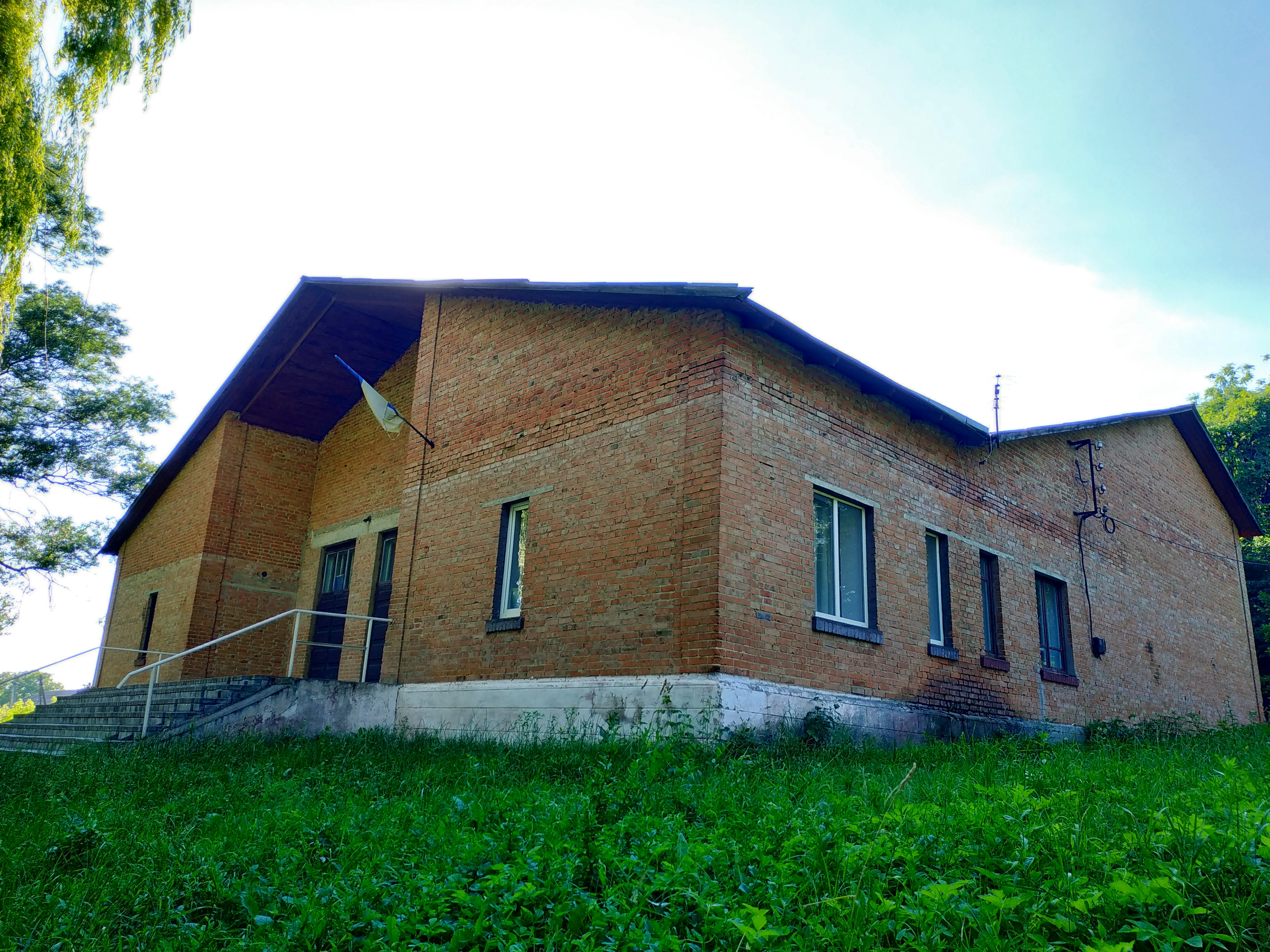
Сільський клуб
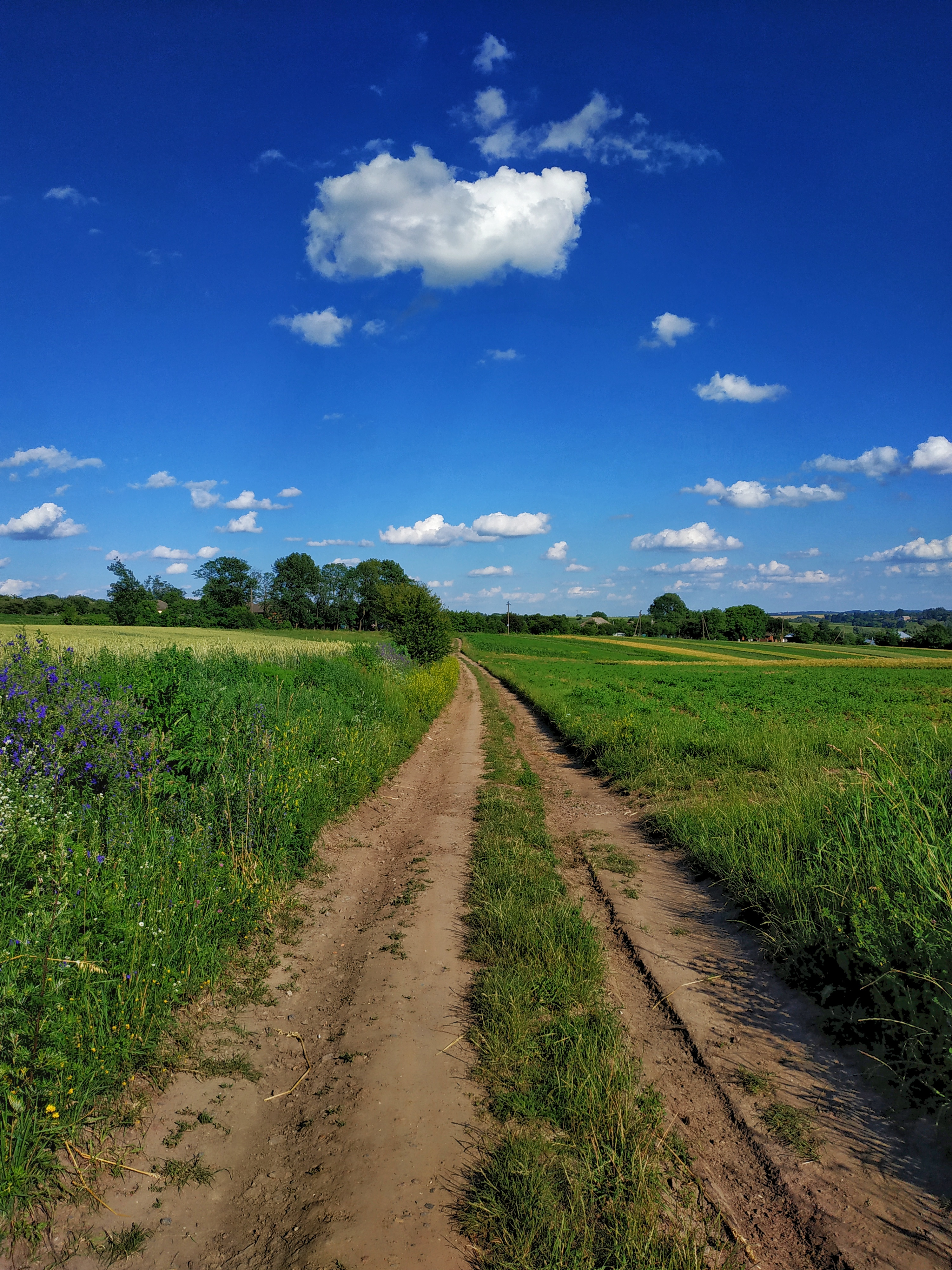
Околиці села
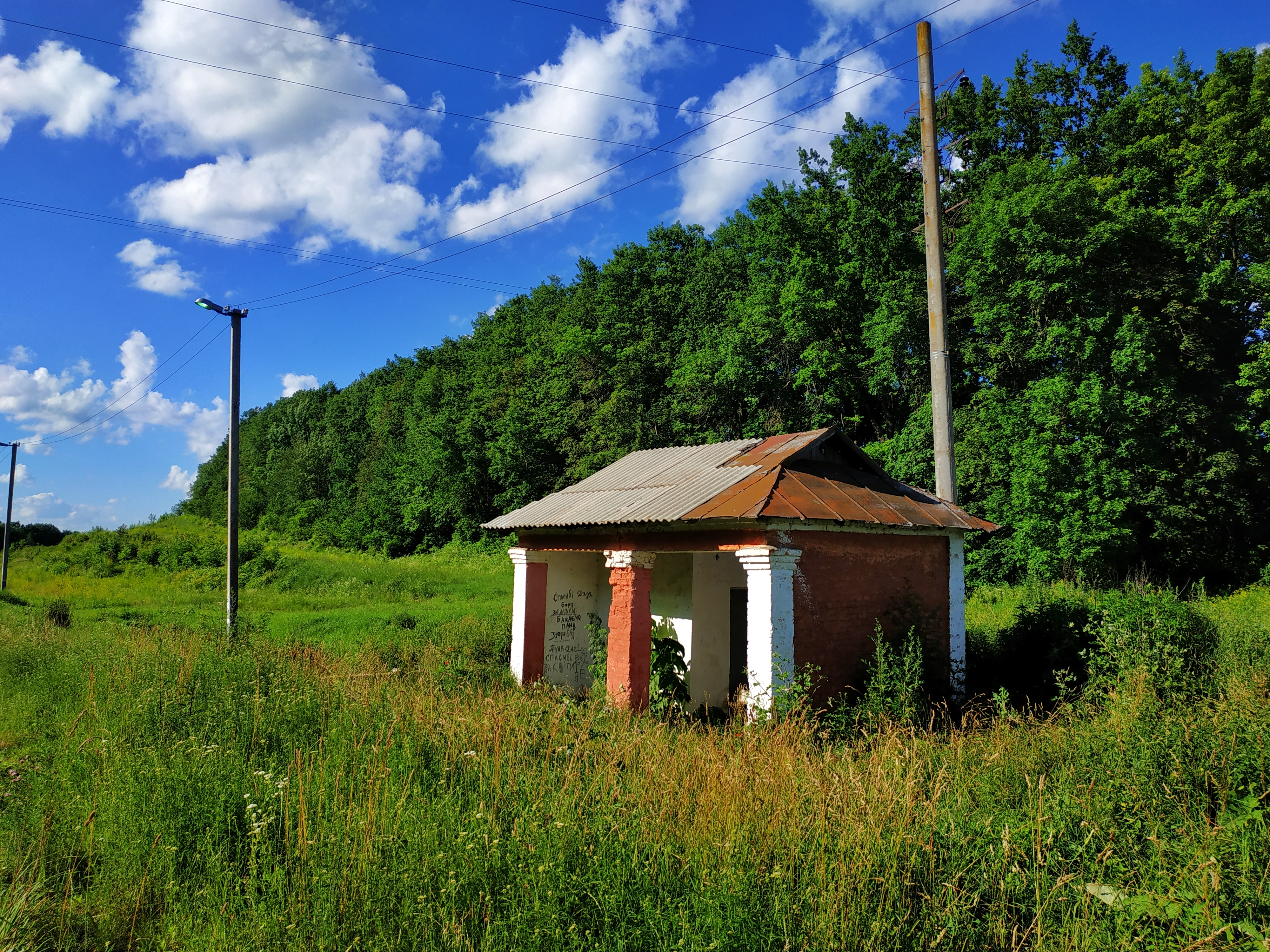
Зупинна платформа Вовківці
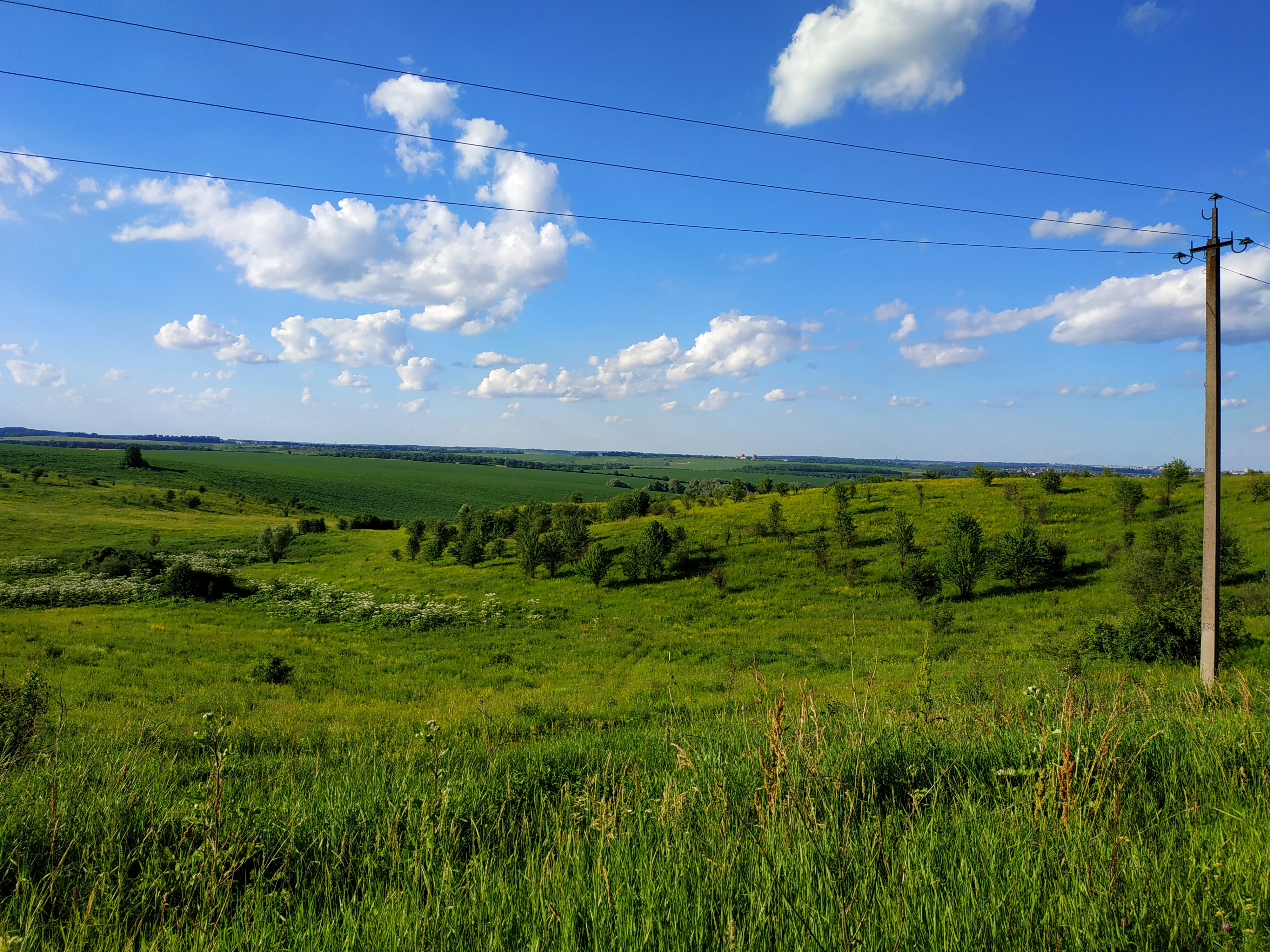
Околиця с. Нижчі Вовківці
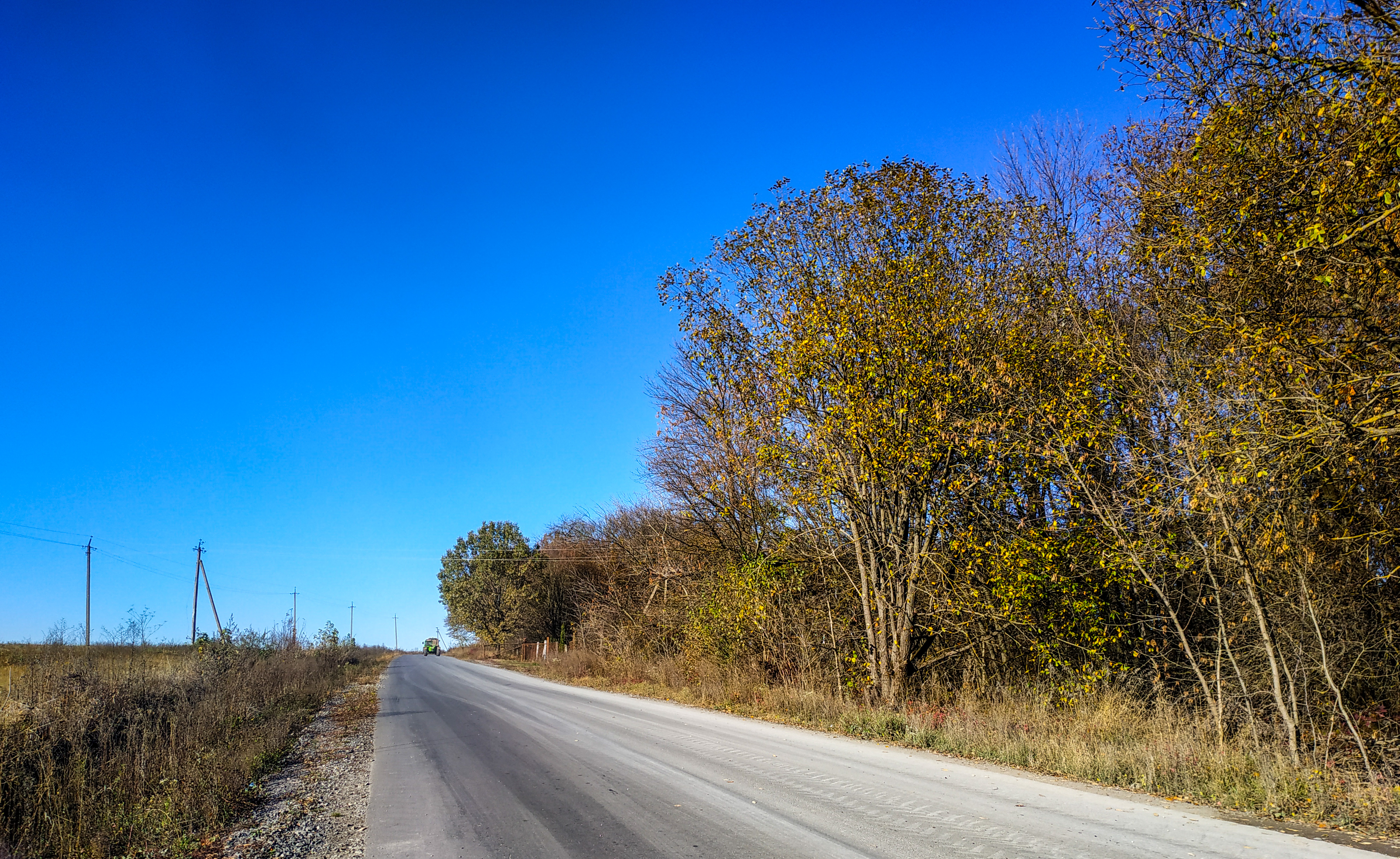
Дорога на село восени